# 波士頓申辦2024年夏季奧運會計劃
洛杉磯申辦2024年夏季奧運會計劃是波士頓和美國奧林匹克委員會共同申辦2024年夏季奥运会計劃。

## 歷史
美國波士頓2015年7月27日宣布退出參與申辦2024年夏季奧運，美國奧委會（USOC）總裁布萊克門（Scott Blackmun）表示，由於波士頓未能取得足夠公眾支持，故USOC認為該市未能與巴黎、羅馬、漢堡、布達佩斯或多倫多等城市競爭。

## 外部連結
- 波士頓2024
- 不要波士頓奧運 （页面存档备份，存于）